# Passo della Mendola
Il passo della Mendola (Mendelpass in tedesco) (1 363 m s.l.m.) è un valico alpino del Trentino-Alto Adige sulla strada statale 42 del Tonale e della Mendola. È una sella posta tra il monte Penegal e il monte Roen e situata su una catena montuosa, la Costiera della Mendola che a nord est strapiomba sulla valle dell'Adige e a sud ovest digrada dolcemente verso la val di Non.

## Descrizione
Il passo, posto al confine fra le province di Trento e Bolzano, mette in comunicazione l'alta val di Non, ed in particolare il centro di Cles, con Bolzano. Si trova pochi chilometri a sud del passo Palade, che collega Cles a Merano. Dal passo una strada di 3,9 km conduce al Penegal (1 737 m) dal quale si gode di una vista a 360 gradi sulla valle dell'Adige, ed in particolare sulla città di Bolzano, e sui boschi dell'alta val di Non.
Da passo Mendola si snodano numerosi percorsi come quello per il piccolo Penegal, il Toval, la cima dell'arciduca Eugenio, il Macaion o il Roen. Sul passo si trovano vari alberghi e ville. Il passo della Mendola è sede di un centro di cultura dell'Università cattolica del Sacro Cuore.
Il passo della Mendola è raggiungibile da Caldaro tramite l'omonima funicolare, presso la cui stazione a monte si trova un belvedere sull'Oltradige e sulla Bassa Atesina. Fino agli anni trenta giungeva al passo della Mendola il treno a scartamento ridotto dalla ferrovia dell'Alta Anaunia (Ferrovia Dermulo-Fondo-Mendola).

## Storia
La costruzione della strada del passo durò dal 1880 al 1885. Nel 1886 l'antico maso Mendelhof, per secoli proprietà dei conti Thun, venne trasformato in albergo e stazione termale. Nel 1896 sorse con il Grand Hotel Penegal la più grande struttura alberghiera del passo (oggi multiproprietà).
Il luogo divenne rapidamente una rinomata meta di villeggiatura molto amata dalla nobiltà di tutta Europa: Francesco Giuseppe I d'Asburgo, imperatore d'Austria, soggiornò alla Mendola nel 1903. L'imperatrice Elisabetta di Baviera (Sissi) lo scelse più volte per trascorrervi le vacanze. Tra gli altri personaggi celebri si ricordano lo scrittore Karl May, il premio Nobel Wilhelm Conrad Röntgen e il leader indiano Mahatma Gandhi. La prima guerra mondiale pose brutalmente fine alle attività della stazione termale.
Nel secondo dopoguerra la strada della Mendola è stata teatro di diverse corse motociclistiche e automobilistiche, tra cui la cronoscalata Appiano-Mendola che per diversi anni fu inserita nel campionato nazionale cronoscalate automobilistiche. Le ultime tre edizioni della Mille Miglia (1958, 1959, 1961) transitarono dal Passo della Mendola.

## Ciclismo
Il passo della Mendola è una salita storica del Giro d'Italia: venne affrontato per la prima volta nel 1937 e da allora è stato inserito nel percorso della corsa varie volte. Il versante più duro è nettamente quello altoatesino, sebbene le pendenze non siano comunque proibitive: la salita misura 15 km con una pendenza media del 6,4% e massima del 9%.
Di seguito l'elenco dei corridori transitati per primi al passo:
| Anno | Tappa                               | Primo in vetta             | Versante scalato |
| ---- | ----------------------------------- | -------------------------- | ---------------- |
| 1937 | 17ª: Merano > Gardone Riviera       | Gino Bartali               | Altoatesino      |
| 1958 | 18ª: Bolzano > Trento               | Nino Defilippis            | Altoatesino      |
| 1959 | 16ª: Bolzano > San Pellegrino Terme | Pasquale Fornara           | Altoatesino      |
| 1969 | 22ª: Cavalese > Folgarida           | Vittorio Adorni            | Altoatesino      |
| 1971 | 19ª: Falcade > Ponte di Legno       | Gianni Motta               | Altoatesino      |
| 1977 | 18ª: Cortina d'Ampezzo > Pinzolo    | Alfio Vandi                | Altoatesino      |
| 1978 | 17ª: Cavalese > Monte Bondone       | Ueli Sutter                | Trentino         |
| 1980 | 19ª: Longarone > Cles               | Tommy Prim                 | Altoatesino      |
| 1990 | 17ª: Moena > Aprica                 | Claudio Chiappucci         | Altoatesino      |
| 1996 | 21ª: Cavalese > Aprica              | Mariano Piccoli            | Altoatesino      |
| 1997 | 20ª: Brunico > Passo del Tonale     | Massimo Podenzana          | Altoatesino      |
| 2000 | 14ª: Selva di Val Gardena > Bormio  | José Jaime González        | Altoatesino      |
| 2004 | 17ª: Brunico > Fondo/Sarnonico      | Alessandro Bertolini       | Altoatesino      |
| 2016 | 16ª: Bressanone > Andalo            | David López García         | Altoatesino      |
| 2019 | 17ª: Commezzadura > Anterselva      | Salita non valida come GPM | Trentino         |

## Galleria d'immagini

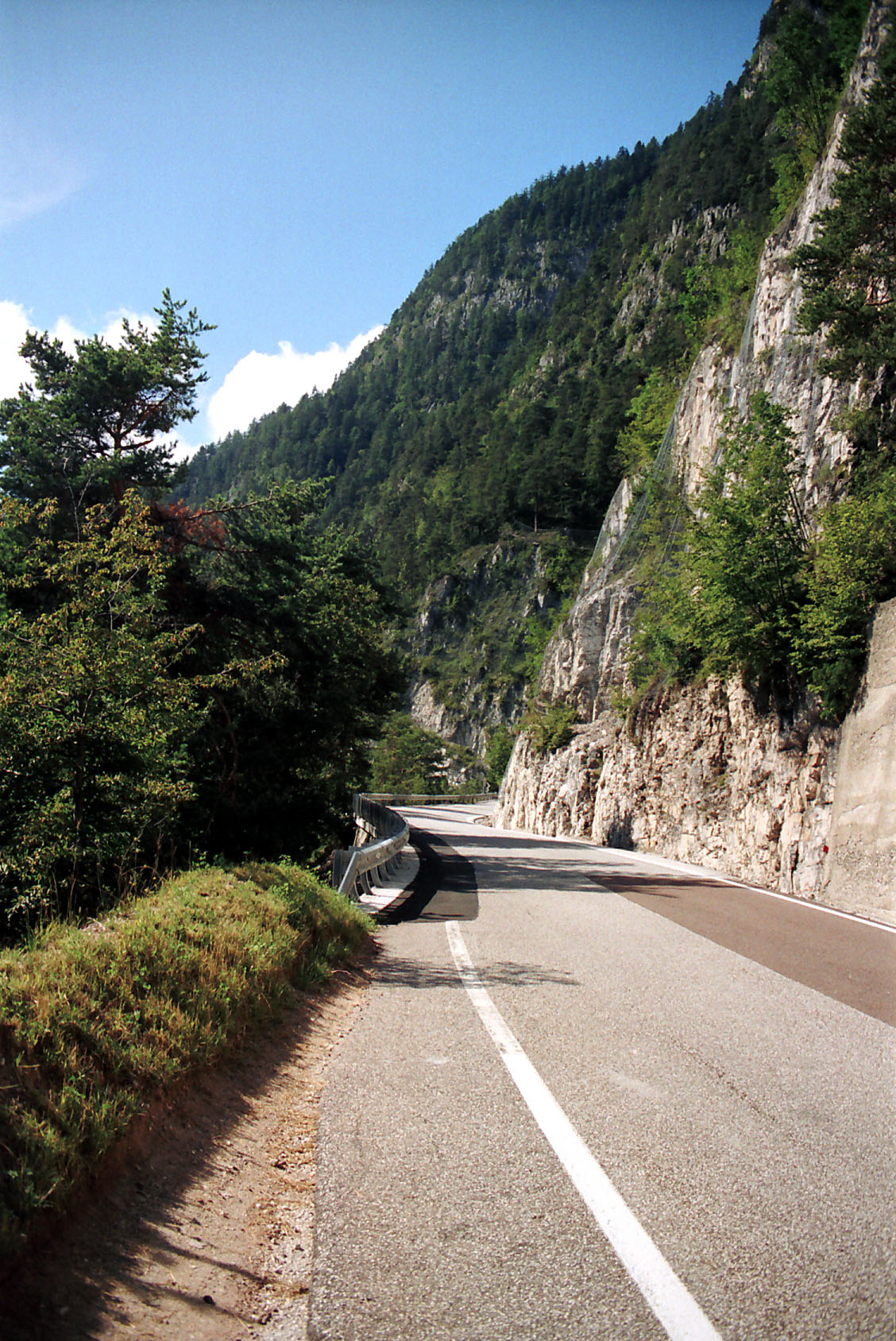
Rampa di accesso al passo della Mendola sul lato est - da Caldaro
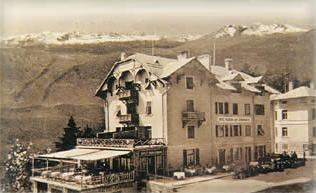
Uno dei primi hotel a passo Mendola, attorno al 1890
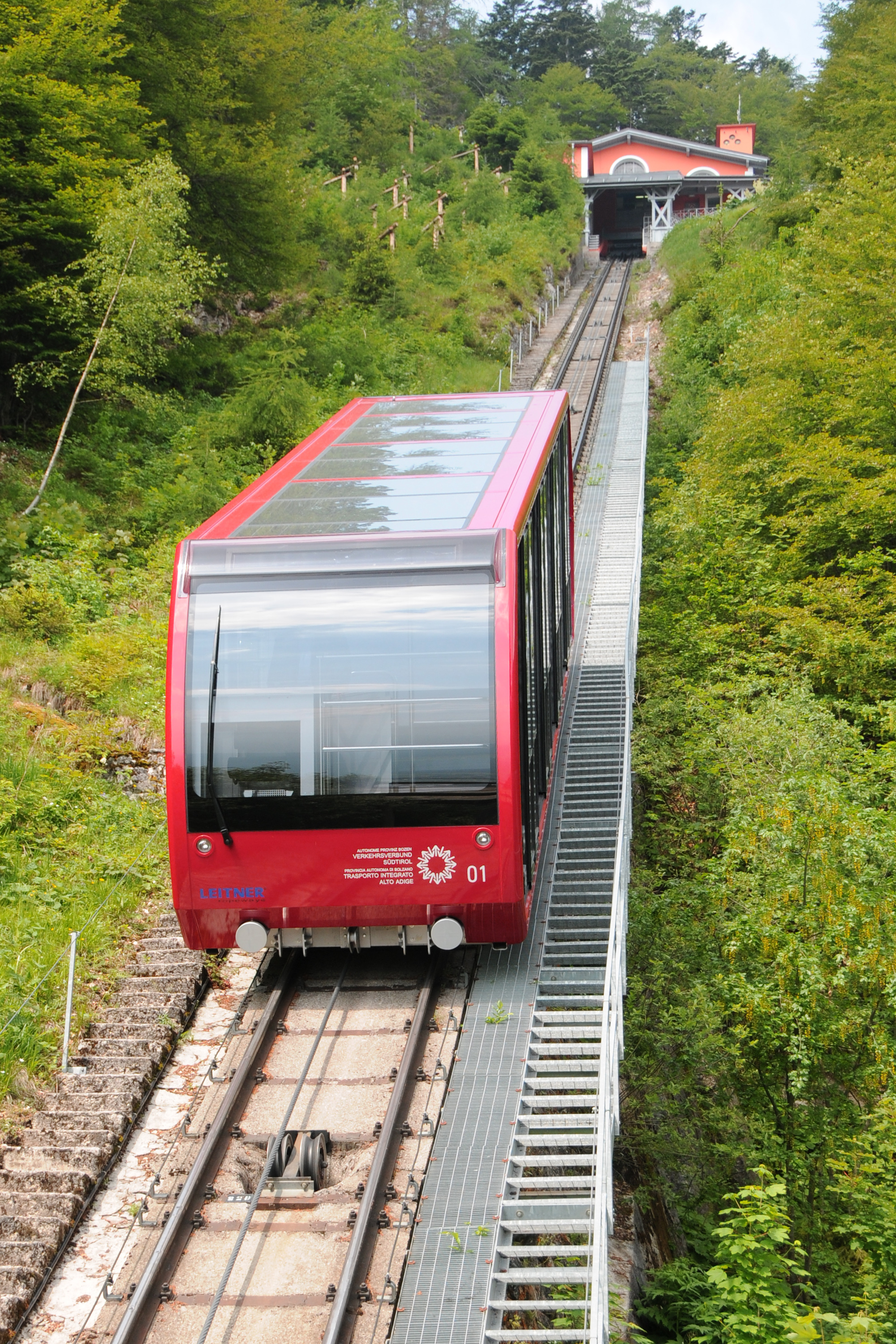
Convoglio della funicolare della Mendola